# Марија (жена Константина V)
Марија (умрла 751.) била је византијска царица, друга супруга византијског цара Константина V.

## Биографија
Константин је постао цар 741. године, након смрти свога оца Лава Исавријанца. Његова прва жена, Ирина Хазарска, родила му је јединог сина, будућег цара Лава IV Хазара (25. јануара 750. године). Ирена је вероватно умрла на порођају. Већ следеће године Константин је био ожењен Маријом. Према хроници Нићифора I Цариградског, Марија је умрла отприлике у исто време када је њен пасторак Лав Хазар крунисан за савладара (6. јун 751. године). Разлози су непознати. Константину није родила дете. Он ће се поново оженити. Трећа жена, Евдокија, родиће му најмање шесторо деце. 